# Охорона здоров'я в Естонії
Охорона здоров'я в Естонії контролюється Міністерством соціального захисту та фінансується за рахунок загального оподаткування Національною службою охорони здоров'я.

## Історія розвитку галузі охорони здоров'я в Естонії
Реорганізація організації та фінансування галузі охорони здоров'я в Естонії розпочалася в 1990 р. в двох напрямах:
- децентралізація управління системою охорони здоров'я;
- перехід до фінансування через соціальне медичне страхування.

Процеси децентралізації адміністративної системи проводилися шляхом розподілу країни на 15 округів, з покладанням відповідальності за планування медичного обслуговування на муніципалітети. Ці заходи призвели до підвищення вартості медичних послуг. Оскільки рішення про децентралізацію було впроваджено без відповідної підготовки, управлінський персонал виявився неготовим до таких реорганізацій. Внаслідок чого, в одних муніципалітетах не в вистачало фінансування, а в інших — професійних кадрів.
Наприкінці 1990 р. в Естонії було знову проведено часткову централізацію, функції округів обмежено, а загальне планування перейшло під контроль Міністерства соціального забезпечення (Sotsiaalministeerium).
У 2001 р. на зміну центральному й регіональним державним фондам медичного страхування прийшов Естонський фонд медичного страхування (Eesti Haigekassa, далі — ЕФМС) з декількома філіями, утвореними шляхом злиття регіональних фондів.
Право на одержання послуг, що надає ЕФМС, мають усі жителі Естонії, а також особи, прирівняні до них на підставі закону про медичне страхування або відповідного договору. Особи, застраховані в ЕФМС, поділяються на чотири категорії:
- ті, хто сам платить за медичне страхування;
- ті, за кого платить держава;
- ті, хто має право на безкоштовне страхування;
- застраховані за міжнародними угодами.

Наймані робітники й самостійно зайняті особи платять внески в ЕФМС у вигляді цільового податку на заробітну плату, що включає внески на соціальне медичне страхування й відрахування до пенсійного фонду. Соціально незахищеним прошаркам суспільства, таким як пенсіонери, інваліди, студенти й діти, надається страховка без будь-яких внесків; особи деяких інших груп (безробітні й ті, що знаходяться у тимчасовій відпустці по догляду за дитиною або інвалідом) користуються державними субсидіями.
Після об'єднання внесків у страховий і пенсійний фонди в загальний соціальний податок (13 і 20 % відповідно; зараз він становить 33 % трудового доходу) був гранично посилений контроль за його збором з боку податкового відомства.
В секторі охорони здоров'я Естонії існують такі проблеми:
- нерівність у стані здоров'я різних соціальних груп,
- низький рівень професійної підготовки,
- недостатня забезпеченість медичним персоналом,
- довгі черги на госпіталізацію у лікарнях.[1]

## Віртуальний медогляд в Естонії
Електронну систему охорони здоров'я багато країн почали впроваджувати 10–15 років тому. Єдиного світового досвіду створення електронної медицини поки немає. Е-health впроваджено не тільки, наприклад, в США, Великій Британії, Німеччини, але і в пострадянських країнах — Латвії та Естонії.
Естонія ввела в дію електронні медичні картки (ЕМК) ще в 2008 році, ставши першою державою в світі, де на національному рівні була повністю впроваджена система ЕМК з записами, які охоплюють історію пацієнта від самого народження. У 2009-му Естонія впровадила механізм обміну медичною інформацією для завантаження всієї меддокументації в цю систему. Використання e-health також підтримано законодавчими інструментами: закон про інформаційну систему охорони здоров'я Естонії (ухвалений в 2007 році) і постанова уряду про обмін інформацією охорони здоров'я (2008). Наразі система містить медичну документацію близько 1,35 млн осіб (98 % населення), а електронні рецепти складають приблизно 98 % від усіх лікарських призначень.
Кожен пацієнт (включно з іноземними громадянами) може побачити свою електронну медкартку, увійшовши в систему Minu e-tervis («Моє електронне здоров'я») за допомогою електронного посвідчення особи або пароля до абонемента мобільного телефону. Система кожного разу фіксує, коли хтось із медпрацівників знайомиться з даними тієї чи іншої медкартки. Тобто кожен може бачити, хто цікавиться його станом здоров'я, і запитати, з якою метою був здійснений доступ. Крім того, естонська платформа «Моє електронне здоров'я» дає можливість записуватися на прийом до лікаря і профілактичне обстеження, отримувати нагадування про майбутній візит і час прийому. Система також надає певні послуги, наприклад, електронні рецепти, телеконсультації, карту імунізації, навіть віртуальний медогляд і «електронну швидку допомогу». 

## Лікарняна каса Естонії
У 2001 році була створена публічно-правова Лікарняна каса Естонії, яка гарантує застрахованим особам компенсації на лікування. Вона організовує систему медичного страхування в країні, формує його бюджет, обліковує застрахованих осіб, укладає угоди щодо надання послуг охорони здоров'я і контролює їх виконання та якість, призначає компенсації з тимчасової непрацездатності, розглядає заяви застрахованих осіб тощо.
Вищим органом ЛК Естонії є Рада, яка кількісно поділена на 3 рівні частини — представники роботодавців, ті, хто представляє інтереси застрахованих і ті, хто відстоює інтереси держави.
Відповідно до закону про медичне страхування Естонії право на нього мають постійні жителі Естонії, ті, хто має вид на проживання, і ті, хто сплачує внески самостійно (або ж за них хтось платить), а також особи, прирівняні до них, тобто люди, за яких не сплачено соціальний податок (вагітні, діти та молодь у віці до 19 років, а якщо вони навчаються — то і довше; ті, хто отримує призначену в Естонії державну пенсію, хто перебуває на утриманні застрахованих осіб і досягне пенсійного віку щонайбільше через 5 років тощо). Право на медичне страхування виникає також на підставі зовнішніх договорів та координуючого компенсації соціального страхування законодавства ЄС.
Особам, які не потрапили до переліку застрахованих (наприклад, підприємці — фізичні особи, не включені в комерційний регістр, пенсіонери інших держав тощо), Закон про медичне страхування дозволяє укласти з лікарняною касою договір про добровільне страхування, який прирівняє їх до застрахованих. Такий договір укладається на термін не менше року, а страхові внески сплачуються кожні три місяці згідно з рахунком ЛК.
Розмір страхового внеску змінюється щороку — після оприлюднення даних про середню заробітну плату по країні за попередній календарний рік. Її розмір—брутто множиться на 0,13. Таким чином, у 2012 році розмір страхового внеску за один місяць становив 109 євро. Перелік медичних послуг лікарняної каси встановлюється постановою Уряду Естонії за пропозицією міністра соціальних питань, (до неї додаються письмові зауваження Ради ЛК).
До негрошових відшкодувань з медичного страхування, яке повністю або частково фінансуються лікарняною касою, належать власне медичні послуги, надані з метою профілактики або лікування захворювань, а також відшкодування за лікарські засоби і товари медичного призначення — вони не повинні перевищувати 20 % від витрат на відшкодування за медичні послуги, передбачених у річному бюджеті медичного страхування. У разі непрогнозованого зростання захворювань, для покриття додаткових витрат на відшкодування за лікарські засоби, Рада ЛК може ухвалити рішення про використання резерву.
До грошових відшкодувань із медичного страхування належать компенсація застрахованій особі по тимчасовій непрацездатності; за стоматологічні послуги, що надаються повнолітнім; згадане вже додаткове відшкодування за ЛЗ.
За невідкладну допомогу хворий сам не платить, у таких випадках сімейним лікарям платять із передбачених держбюджетом коштів відповідно до договору між Міністерством соціальних справ та Лікарняною касою Естонії.
В Естонії існує перелік лікарських засобів, що компенсуються ЛК, а також перелік захворювань, за якими належить пільгова 100 %, 75 % чи 50 % компенсація на ліки (перелік також містить вікові обмеження). Розраховуючи відсотки компенсації, виходять зі встановленої граничної або договірної ціни, а за їх відсутності — з роздрібної ціни лікарського препарату. Частина вартості, яка перевищує таку ціну, не враховується і її оплачує сам пацієнт.
Існують і свої особливості компенсації з приводу тимчасової непрацездатності застрахованої особи. У разі її хвороби, карантину, побутової чи дорожньої травми «медичні збитки» з 4 по 8 день відшкодовує роботодавець, починаючи з 9 дня — ЛК. В інших випадках (професійне захворювання, нещасний випадок на виробництві, травми, отримані під час захисту інтересів суспільства чи запобігання злочину) витрати компенсує винятково ЛК, і починаючи з 2-го дня. Це ж стосується і випадку, коли підставою для листа непрацездатності є необхідність переведення працівника на легшу роботу за станом здоров'я, а в роботодавця немає такої можливості. Якщо ж роботодавець вишукає таку посаду, ЛК компенсує різницю в зарплаті з першого дня листа непрацездатності.
Зокрема, медстрахування передбачає компенсацію жінкам у віці до 40 років на штучне запліднення. Клопотати про неї можуть пацієнтки, які мають медичні показання до такої процедури, в тому числі й ті, які вже її проходили. До того ж компенсацію у зв'язку з пологами ЛК виплачує з першого дня і в розмірі 100 %. Це ж стосується і відшкодування на усиновлення дитини.

## Відносини Естонії та України в галузі охорони здоров'я
Україна є пріоритетним партнером для розвитку співробітництва для Естонії вже 15 років, протягом яких офіційна співпраця оцінюється у 3,7 мільйонів Євро.
Допомога Україні:
- 50 000 Євро через Міжнародну Фундацію Відродження України як частина медичної допомоги пораненим під час заворушень на Майдані;
- 25 000 Євро для реабілітації постраждалих людей під час заворушень;
- Натуральна допомога (медичні препарати) на суму 10 000 Євро представництву Червоного Хреста в Україні;
- 150 000 Євро як частина гуманітарного положення для медичного обслуговування 5-ти людей, які постраждали під час вуличної агітації та 10-ти людей, які були поранені під час конфлікту на Сході України;
- 90 000 Організації з безпеки та співробітництва в Європі (ОБСЄ) для розвитку спеціальної місії для налагодження миру, стабільності та безпеки та зменшення напруження в Україні;
- Естонія виділила Спеціальній моніторинговій комісії ОБСЄ в Україні 9 спостерігачів;
- Надала  2-х експертів Консультативній Місії з цивільних реформ Сектора безпеки України (КМЄС Україна), для підтримки Європейської делегації в Україні. Експерти Другого національного рівня надавались безкоштовно. Експерт з міграційної політики з Естонії представляв Естонію, Фінляндію, Латвію, Литву в Україні та Молдові та був переведений до Києва.[4]
- З 2014 року 40 поранених учасників АТО пройшли лікування у Центрі здоров'я Селі при Міністерстві оборони Естонії. За один раз приїздить група із 5 бійців, курс лікування триває 3 тижні. «Те що відбувається в Україні, турбує і нас. Ми як друзі України хочемо продемонструвати цим проектом, що ви у цій ситуації не на сам на сам, що ми підтримуємо вас, і це — одне із того, чим ми можемо вам реально допомогти», — зазначив Андрес Сіплане, представник Міністерства оборони Естонської Республіки.[5]

## Допомога дітям
Після пологів, естонський уряд надає одному з батьків 100 % від минулої заробітної плати упродовж 18 місяців, плюс одноразова допомога в розмірі 320 євро для кожної дитини. Через 18 місяців, мати / батько має право відновити її / його попередню посаду. Окрім того, один з батьків і дитина отримують безкоштовне медичне обслуговування. Батьки, що не працювали до пологів (безробітні, студенти і т. д.) отримують 278 євро на місяць; найвища платня обмежена в розмірі 2,157 євро на місяць. Ці заходи набули чинності у 2005 році. Не було доведено, чи мали вони значний вплив на рівень народжуваності в Естонії, яка почала зростати ще з 2001 року.
Через 18 місяців, щомісячна державна підтримка дитини знижується до 19 євро в місяць (для перших двох дітей) і до 58 євро (для трьох або більше дітей), надаються безкоштовні медичні послуги. Є багато винятків і додаткових бонусів до правил. Наприклад, дитина мати-одиначки чи батька-одинака отримує в два рази більшу суму допомоги. Дитина члена армії отримує в п'ять разів більшу суму аліментів, а діти в приймальних сім'ях отримують у 20 разів більшу суму допомоги. Незважаючи на значні зміни у рамках допомоги сім'ям з дітьми, більшість естонських родин не стикається з великими труднощами. 2011 року за результатами щорічного звіту «Save the Children State of the World's Mothers», Естонія посіла 18 місце у списку найкращих країн, де можна бути матір'ю, випереджаючи такі країни, як Канада і Сполучені Штати Америки, у 2014 році опустилася на п'ять сходинок, посівши 23 місце, а у 2015 році зайняла 27 місце у рейтингу «Mothers’ Index Rankings».

## Плани щодо боротьби з ожирінням жителів Естонії
Естонія повідомила Всесвітній організації охорони здоров'я про свої плани боротьби з ожирінням шляхом зниження споживання цукру.
Одним з перших кроків буде введення в 2018 року податку на цукровмісні напої, передає Центр новин ООН.
Передбачається, що така ініціатива забезпечить щорічні надходження до бюджету в розмірі 24 млн євро, знизить споживання вільних цукрів і калорій і, тим самим, сприятиме зниженню показників ожиріння і поліпшення здоров'я порожнини рота.
На даний час від зайвої ваги страждає майже половина всіх жителів Естонії і 28 відсотків дітей шкільного віку.
У Всесвітній організації охорони здоров'я (ВООЗ) неодноразово підкреслювали, що жорстка податкова політика щодо шкідливих для здоров'я напоїв вдарить по кишені споживача і, відповідно, приведе до зниження масштабів пристрасті до них.

## Масові страйки естонських лікарів
Першого дня жовтня 2012 року медичні працівники Естонії оголосили загальнонаціональний страйк. 
У цей день амбулаторне лікування було припинено у чотирьох Талліннських ЛПУ: Північно-Естонській регіональній, Східно-Талліннській центральній і Західно-Талліннській центральній лікарнях і в клініці Тартуського університету.
Представники Спілки лікарів Естонії оголосили, що страйк має безстроковий характер. За їхніми словами, він повинен змусити міністерство соціальних справ Естонії і Спілку лікарень Естонії піти на поступки.
В період акції протесту лікарі продовжують надавати допомогу вагітним жінкам, дітям до 18 років, пацієнтам, які отримують онкологічне та гематологічне лікування, а також хворим, які знаходяться в екстреній ситуації. Крім того, естонці можуть отримати передопераційну консультацію анестезіолога і потрапити на прийом до окуліста.
Основна вимога лікарів — підвищення зарплати. Спілка лікарів Естонії назвала «сміховинною» обіцянку міністерства соціальних справ підвищити зарплату лікарів на 3 % і медсестер на 6 % відповідно.
Також медики потребували укладення нового колективного договору, в якому чітко обумовлюється оплата додаткових виходів і чергування лікарів, обсяг робочого навантаження за вмотивовану зарплату. Число пацієнтів для медсестер і доглядальниць має бути фіксованим. Необхідна і чітка стратегія розвитку центральних та регіональних лікарень.
В Естонії спостерігають серйозний відтік медкадрів за кордон. Чисельність професійних лікарів зменшується на 160—170 фахівців на рік. На 2012 рік з моменту вступу країни в ЄС 2004 року з Естонії виїхали понад 2000 лікарів і стільки само медсестер.
8 жовтня 2012 року до загального страйку естонських медиків приєдналися лікарні Пярну, Курессааре, Вільянді та Нарви. 
20 вересня 2016 року естонські медики провели загальнореспубліканський попереджувальний страйк. Працівники медичної галузі вимагають збільшити фінансування сфери охорони здоров'я.
Як зазначено в спільній заяві Союзу лікарів, профспілки працівників охорони здоров'я та Союзу медсестер Естонії, під час страйку на одну годину в лікарнях будуть призупинені планові амбулаторні прийоми, дослідження і процедури, а також планова робота в стаціонарі.
«Робота буде призупинена у багатьох сімейних центрах. Працюватимуть команди швидкої допомоги та відділення екстреної медицини, пацієнтам будуть надавати термінову невідкладну медичну допомогу», — сказано в заяві.
У документі зазначається, що «вже зараз медична допомога не завжди доступна вчасно». Незважаючи на це, уряд в стратегії держбюджету на чотири роки планує витрати на охорону здоров'я менші від реальних потреб, що означає різке збільшення черг до лікарів, наголошується в заяві.